# Hikaru Utada
Hikaru Utada  (Japans: 宇多田ヒカル, Utada Hikaru) (New York, 19 januari 1983), ook bekend onder haar bijnaam Hikki (Japans: ヒッキー, Hikkī), is een Japanse popzangeres, singer-songwriter, en muziekproducent.
Ze staat bekend als een van de bekendste muzikanten in de muziekgeschiedenis van Japan. Met de uitgave van haar zeven studioalbums, waaronder een compilatie en twee Engelse, 24 solosingles (18 Japanse en 6 Engelse) en verscheidene VHS/dvd uitgaves, heeft ze een geschat totaal van 36 miljoen uitgaves verkocht in Japan (in 2007), wat haar de negende succesvolste muzikant maakt. Haar wereldwijde uitgaven komen in totaal boven de 40 miljoen uit. Haar succes heeft ze, voor een groot deel, te danken aan het feit dat ze in zowel Japan als de Verenigde Staten is opgegroeid.
Utada werd een bekende zangeres in Japan dankzij haar debuut met First Love, waarmee ze een aantal records verbrak in 1999, en is vanaf dat moment een zeer succesvolle muzikante geweest. Voor al haar albums heeft ze een Japanse prijs ontvangen, genaamd "Pop/Rock Album van het Jaar". Ze heeft vele andere prijzen ontvangen, waaronder de Nihon Golden Disk. In de maand juli van 2007 is bekendgemaakt, door haar platenmaatschappij, dat haar single "Flavor of Life" de meeste betaalde downloads heeft gehad van alle tot-dan-toe uitgebrachte singles/albums wereldwijd.

## Biografie

### Het begin
Hikaru Utada is het enige kind van Teruzane Utada en Junko Abe. Haar ouders werkten beiden in de muziekindustrie; haar vader, Teruzane Utada is een producer, en haar moeder (bekend onder de artiestennaam Keiko Fuji) was een zeer beroemde enka-zangeres in de jaren zeventig.
Hikaru wilde in eerste instantie geen muzikante worden. Ze werd echter beïnvloed door de muziekindustrie en toen ze tien jaar oud was, vroegen haar ouders haar of ze een lied zou kunnen schrijven. Zo schreef ze het lied “I'll Be Stronger”, dat toen uitkwam op vinyl. Op dezelfde leeftijd zong ze ook in het muziekproject van haar ouders, U3.
Terwijl ze op school zat in New York, hadden andere studenten moeite met het uitspreken van haar naam “Hikaru”, dus gaven ze haar de bijnaam Hikki. Hikaru zelf besefte destijds niet wat “Hickey” (een rode plek van een zuigzoen) betekende, maar daar kwam ze later achter. Deze bijnaam wordt nu nog gebruikt door haar fans. Hikaru Utada studeerde in Tokio aan “The American School in Japan”, waar ze in 2000 afstudeerde.

### Cubic U
Op een gegeven moment was aan Hikaru verteld dat “ze een plaat zou gaan maken” door een belangrijk persoon van EMI-USA. Ze behandelde de liedjes alsof ze huiswerk waren, en schreef de teksten voor het album Precious. Deze liedjes hadden een heel zware rhythm-and-blues-stijl, niet zoals de R&B/Pop hybride stijl van vandaag de dag. Het album was afgemaakt in 1996. Het zou in Amerika in 1997 uitkomen, maar door restructureringsproblemen in EMI-USA is het album nooit uitgebracht.
Ondanks dit, hoorde de Japanse producer Akira Miyake het album en overtuigde Hikaru om een carrière in Japan te beginnen, en liet haar bij Toshiba-EMI werken. Op 20 oktober 1998, bij de “Music Talks” conventie in Asakasa Blitz (赤坂ブリッツ), debuteerde Hikaru Utada voor een publiek bestaande uit de pers, producers en andere personen door de Engelse versie van “Ue wo Muite Arukou”, onder de titel "Sukiyaki" een internationale hit van Kyu Sakamoto uit 1963, te zingen.

### Distance
Na het immense succes van First Love, werd er een single genoemd Addicted To You uitgebracht in 1999. Dit werd Hikarus tweede #1 hit, waarvan 1,8 miljoen verkocht waren. Ze vervolgde deze single met een Single genaamd Wait & See ~Risk~, die ook op de eerste plaats kwam. Beide singles waren geproduceerd door de Amerikaanse hiphop/r&b producers Jimmy Jam en Terry Lewis. In juli/augustus van hetzelfde jaar, besloot Hikaru om een gigantische concert-tour te houden genaamd BOHEMIAN SUMMER Circuit Live 2000, die later uit zou komen op dvd.
Het concert werd gehouden tijdens haar schoolvakanties. De tour had oorspronkelijk 16 data, maar er werder nog drie toegevoegd vanwege hoge populariteit. De derde single die Hikaru uitbracht rond de periode van haar album Distance, was For You / Time Limit, die vlak voor de tour uitgebracht was, en ook deze kwam op nummer 1 in de hitlijsten.
Na deze uitgaven, besliste Hikaru om een pauze te nemen van de muziekindustrie om biologie te studeren in de “Columbia University” in New York. Echter, ze stopte na een halve semester omdat het “... niet zo moeilijk was als I gehoopt had het te zijn”. In het begin van 2001, maakte Hikaru nog een single: Can You Keep A Secret?, die niet alleen de Golden Disc Award voor “Lied van het Jaar” en een “JASRAC Zilveren Prijs”, maar ook de nummer 1-single van het jaar werd. Direct hierna volgde haar album Distance. Van Distance waren er 5,44 miljoen verkocht, en het werd het meest verkochte album van het jaar, wereldwijd.

### Deep River

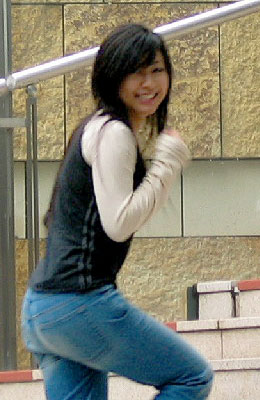
Utada Hikaru (2004)

Zoals het titellied van haar eerste album First Love uitgebracht was als een single na het album, wilde Hikaru het lied Distance ook op deze manier uitbrengen. Echter, Hikaru hoorde van een gebeurtenis op een school, waarbij een leerlinge genaamd Nana Yamashita (山下玲奈) was gestorven. Nana had hiervoor een schrijfwedstrijd gewonnen; ze schreef over hoe ze een zangeres wilde worden, net als Hikaru. Hikaru besloot om het lied compleet te herarrangeren, en zo ontstond FINAL DISTANCE. Deze had dezelfde liedteksten als Distance, maar werd gezongen als een orkestrale ballad. Hikaru zei dat “(FINAL DISTANCE) zeer lastig te zingen was” vanwege de moeilijkheden die ze in de herarrangering had gedaan.
Op dit punt hadden Hikaru’s videoclips een totaal nieuw niveau bereikt, aangezien dit het begin was van de periode waarin ze met Kazuaki Kiriya, tegenwoordig alweer haar ex-man, begon te werken. Vanaf dat punt waren de meeste van Hikaru’s videoclips gevuld met verborgen symbolisme en diepe betekenissen.
Contrasterend hiermee was de volgende en extreem populaire single van Hikaru, traveling. De videoclip van dit lied zou de verhaallijn van FINAL DISTANCE kunnen vervolgen, en alles werd gedaan in een postmoderne futuristische stijl. Traveling won een grootse rij prijzen, waaronder van SSTV: “Beste Directie Clip”, “Beste Vrouwelijke Clip”, “Beste Video van Het Jaar” en “Beste Clip”, van de Golden Disc prijsuitreiking: “Lied van het Jaar” en “Videoclip van Het Jaar”, en de “2003 JASRAC Zilveren Prijs”.
Hikaru’s eerste single van 2002, Hikari (光), is zeer bekend in het Westen, omdat het het Japanse themalied werd van het PlayStation 2 spel “Kingdom Hearts”. Hikari kreeg de Golden Disc prijs voor "Lied van Het Jaar" en de "JASRAC Zilveren Prijs". Hikari/Simple and Clean (de Engelse variant van Hikari) zou een van Hikaru’s meest beroemde liedjes in het Westen worden. De laatste Deep River single werd SAKURA Drops / Letters, die de “Kiriya Videoclip Trilogie” afsloot met SAKURA Drops. Letters had geen videoclip. Hikaru zei dat dit kwam door het feit dat het lied al werd gebruikt in DoCoMo advertenties. SAKURA Drops won de Golden Disc prijs voor "Lied van het Jaar", en de SSTV/MTV JAPAN prijzen voor "Beste Vrouwelijke Videoclip".
Van het album dat vervolgens uitkwam, Deep River, werden meer dan 4 miljoen uitgaven verkocht. Dit album won de Golden Disc “Rock en Pop Album van Het Jaar” prijs. Verder werd dit het meest verkochte album van 2002, zoals Distance.
Op 6 september 2002 choqueerde Hikaru de Japanse pers door met de regisseur van haar videoclips, Kazuaki Kiriya (紀里谷和明, echte naam Kazuhiro Iwashita 岩下和裕) te trouwen, die vijtien jaar ouder dan Hikaru is. Als verdediging zei Hikaru dat “het niet uitmaakt op welke leeftijd iemand trouwt, omdat ze beide even onervaren zijn” (het zou voor beiden de eerste keer zijn).
Op 2 maart 2007 is ze van hem gescheiden.

## Discografie

### Albums (op cd)
- Precious (Als Cubic U) (28 januari 1998)
- First Love (10 maart 1999)
- Distance (28 maart 2001)
- DEEP RIVER (19 juni 2002)
- Utada Hikaru SINGLE COLLECTION VOL.1 (31 maart 2004)
- EXODUS (Als Utada) (8 september 2004 Japan, 5 oktober 2004 Verenigde Staten, 26 september 2005 Verenigd Koninkrijk, 20 september 2006 Her-uitgave Japan)
- ULTRA BLUE (14 juni 2006)
- HEART STATION (19 maart 2008)
- THIS IS THE ONE (14 maart 2009)
- Fantôme (28 september 2016)

### Singles (op cd)
- Close to You (Als Cubic U) (28 januari 1997)
- Automatic / time will tell (9 december 1998)
- Movin' on without you (17 februari 1999)
- First Love (28 april 1999)
- Addicted To You (10 november 1999)
- Wait & See ~Risk~ (Wait & See ~リスク~) (19 april 2000)
- For You / Time Limit (For You / タイム・リミット) (30 juni 2000)
- Can You Keep A Secret? (16 februari 2001)
- FINAL DISTANCE (25 juli 2001)
- traveling (28 november 2001)
- Hikari (20 maart 2002)
- SAKURA Drops / Letters (SAKURAドロップス / Letters) (9 mei 2002)
- COLORS (29 januari 2003)
- Dareka no Negai ga Kanau Koro (誰かの願いが叶うころ; Als iemands wens uitkomt) (21 april 2004)
- Easy Breezy (Als Utada) (3 augustus 2004)
- Devil Inside (Als Utada) (14 september 2004)
- Exodus '04 (Als Utada) (21 juni 2005)
- Be My Last (28 september 2005)
- You Make Me Want to Be a Man (Als Utada) (17 oktober 2005)
- Passion (14 december 2005)
- Keep Tryin' (22 februari 2006)
- Boku wa Kuma (ぼくはくま; Ik Ben een Beer) (22 november 2006)
- Flavor of Life (28 februari 2007)
- Beautiful World / Kiss & Cry (29 augustus 2007)
- Heart Station / Stay Gold (22 februari 2008)

### Vinyls (albums en singles)
- Automatic / time will tell (Single) (17 februari 1999)
- First Love (Album) (30 juni 1999)
- Fly Me To The Moon (Single) (10 mei 2000)
- Distance (Album) (25 juli 2001)
- DEEP RIVER (Album) (30 september 2002)
- Devil Inside (Als Utada) (Single) (13 september 2004)
- Exodus '04 (Als Utada) (Single) (17 mei 2005)
- You Make Me Want to Be a Man (Als Utada) (Single) (17 september 2005)

### Digitaal
- Easy Breezy (3 augustus 2004)
- Devil Inside (14 september 2004)
- This Is Love (31 mei 2006)
- Come Back to Me (10 februari 2009)
- Dirty Desire (21 december 2009)
- Goodbye Happiness (Ai no Anthem) (10 november 2010)
- Sakura Nagashi (17 november 2012)
- Hanatabi wo Kimi ni (15 april 2016)
- Manatsu no Tooriame (15 april 2016)
- Oozora de Dakishimete (10 juli 2017)
- Forevermore (28 juli 2017)
- Anata (8 december 2017)
- Play A Love Song (25 april 2018)